# Rumble Pak
El Rumble Pak (振動パック Shindō Pakku?) es un dispositivo extraíble creado por Nintendo que proporciona retroalimentación háptica mientras se juegan videojuegos. Los videojuegos compatibles con Rumble Pak producen una vibración en ciertas situaciones, como cuando se dispara un arma o se recibe daño, con tal de sumergir al jugador en el videojuego. Las versiones de Rumble Pak están disponibles para Nintendo 64, Nintendo DS y Nintendo DS Lite. Algunos videojuegos selectos de Game Boy Color y Game Boy Advance utilizan una tecnología similar incorporada en el cartucho del videojuego. La vibración se ha convertido en una característica estándar incorporada en casi todos los controladores de consolas de videojuegos domésticos desde entonces.

## Nintendo 64
El primer Rumble Pak, diseñado para el controlador de Nintendo 64, fue lanzado el 27 de abril de 1997 en Japón, en mayo de 1997 en Norteamérica y en octubre de 1997 en Europa. Dicha versión requería del uso de dos pilas AAA y se insertaba en la ranura del cartucho de memoria del control, que previene el uso simultáneo del Controller Pak. Esto no afecta significativamente a los videojuegos que cuentan con funciones de guardado en cartucho, pero es un inconveniente con los videojuegos que requieren el Controller Pak para guardar partidas, ya que el software por defecto no fue diseñado para admitir cambios en caliente de los Paks, aunque algunos videojuegos admiten guardarlos en un Controller Pak en un segundo controlador. Nintendo remedió la situación en videojuegos posteriores al ofrecer a los desarrolladores la inclusión de pantallas especiales para el cambio en caliente.
Originalmente llamado "Jolting Pak", fue anunciado como lo que IGN llamó "la mayor sorpresa" del show Shoshinkai, el 22 de noviembre de 1996. El Rumble Pak se presentó en un bundle con el videojuego Star Fox 64 (conocido como Lylat Wars en la región PAL) y estuvo disponible como una compra por separado dos meses después. El soporte de Rumble Pak pronto se convirtió en un estándar para los videojuegos de Nintendo 64. Algunos títulos de lanzamiento de la consola como Wave Race 64 y Super Mario 64 fueron reeditados en Japón en julio de 1997 con el soporte de Rumble Pak.
Varias versiones de terceros del Rumble Pak salieron al mercado, como Tremor Pak. Algunos obtienen energía del controlador en lugar de baterías, pero la menor potencia los hace menos efectivos. El TremorPak Plus permite insertar una tarjeta de memoria simultáneamente, eliminando la necesidad de cambiar entre dos accesorios. El Nyko Hyper Pak Plus contiene memoria interna y permite al usuario ajustar la cantidad de retroalimentación entre "fuerte" y "muy fuerte".

### Recepción
Al revisar Star Fox 64, IGN elogió al Rumble Pak, afirmando que «agrega un estallido inusual de éxtasis arcade al videojuego».
Levi Buchanan, de IGN, escribió un artículo sobre el 11° aniversario del estreno del Rumble Pak de Nintendo 64, que describe cómo su influencia llevó a que la vibración sea «un estándar de la industria dentro de una sola generación». Dijo que es voluminoso y pesado cuando está conectado al controlador de Nintendo 64, pero que «el intercambio realmente valió la pena».
Años después, en el artículo de TWGNews "Top 10 Controller Innovations" (Las 10 mejores innovaciones de los controladores), Rumble Pak figura en la lista en el número 8, donde se menciona que «Rumble Pak agregó un nuevo nivel de inmersión a la quinta generación de videojuegos».

## Nintendo DS
El Rumble Pak para Nintendo DS es un accesorio oficial en forma de cartucho de Game Boy Advance y está diseñado para insertarse en la ranura de videojuegos de Game Boy Advance (SLOT-2) de la consola. Es el primer accesorio de Nintendo DS que ha utilizado la ranura. En América del Norte, inicialmente se puso a disposición junto con Metroid Prime Pinball, pero luego se vendió a través de otras promociones o como una compra independiente de la tienda en línea de Nintendo. El accesorio fue lanzado de manera diferente en Europa debido a un retraso de Metroid Prime Pinball en esa región. Varios videojuegos de Nintendo DS que admiten Rumble Pak (Metroid Prime Hunters, Mario & Luigi: Partners in Time y 42 Juegos de Siempre) se lanzaron en Europa antes de que el accesorio estuviera disponible. El accesorio finalmente se lanzó como un paquete con el videojuego Actionloop en el Reino Unido.
Aunque el Rumble Pak funciona tanto con la Nintendo DS como con la Nintendo DS Lite, sobresale de esta última cuando se inserta, al igual que los cartuchos de Game Boy Advance, debido al tamaño más pequeño de la Nintendo DS Lite. Por esta razón, una versión más pequeña del Rumble Pak estuvo disponible en Japón, que queda alineada con la consola cuando se inserta. Inicialmente estaba disponible en negro, pero se han lanzado otros colores producidos por el fabricante de accesorios sin licencia eWin, como el blanco (ver foto en ficha). Otras variaciones de color han sido lanzadas por eWin.
Algunos cartuchos flash de Game Boy Advance (cartuchos flash para el SLOT-2) tienen una función de vibración incorporada que, cuando se utiliza junto con una tarjeta flash SLOT-1 en una Nintendo DS, puede generar vibraciones como si se tratara de un Rumble Pak normal.
El Rumble Pak de Nintendo DS es incompatible con Nintendo DSi y Nintendo DSi XL, ya que ambas consolas carecen de SLOT-2. Sin embargo, ninguno de los videojuegos compatibles con Rumble Pak lo requiere para el correcto funcionamiento del videojuego, lo que significa que los videojuegos en sí son compatibles con DSi (algunos títulos de software, como Nintendo DS Browser y Guitar Hero: On Tour, tienen periféricos SLOT-2 que se requieren para el funcionamiento, y por lo tanto son incompatibles con DSi y DSi XL, aunque el primero ya tiene una versión alternativa hecha específicamente para la Nintendo DSi y las consolas posteriores). Aunque Nintendo DSi y Nintendo DSi XL carecen del SLOT-2, algunos títulos de Nintendo DS lanzados después del lanzamiento de Nintendo DSi sí admiten el accesorio Rumble Pak, probablemente debido al hecho de que la consola Nintendo DS Lite se vendió al mismo tiempo que Nintendo DSi y Nintendo DSi XL.

### Recepción
El Rumble Pak de Nintendo DS fue recibido inicialmente con duras críticas ya que los críticos señalaron el número limitado de videojuegos compatibles con la tarjeta (en ese momento solo cuatro eran compatibles). Los críticos también señalaron el molesto "chirrido" o "chirrido electrónico" que hace el dispositivo cuando vibra. IGN declaró que «Lo bueno es que es gratis, porque en este punto no nos molestaría comprarlo como extra». Hasta la eliminación de la ranura en los modelos posteriores de Nintendo DS, el Rumble Pak fue compatible con 51 videojuegos en total.

## Línea Game Boy
No existe Rumble Pak para la línea Game Boy. Hay varios videojuegos para Game Boy Color y Game Boy Advance que son compatibles con la vibración. Dado que el hardware de Game Boy Color no incluye retroalimentación háptica y no tiene ranura extra para un periférico separado, todos los videojuegos compatibles con esta característica se integraron en el cartucho del videojuego. Estos videojuegos que tienen esta característica requieren una batería AAA adicional (además de las dos pilas AA necesarias para alimentar el Game Boy Color) que se inserta en el cartucho para alimentar el motor vibratorio. Los videojuegos de Game Boy Advance obtienen energía directamente del Game Boy Advance y no requieren una fuente de alimentación externa. Solo hay dos videojuegos de Game Boy Advance con vibración incorporada: Drill Dozer y WarioWare: Twisted!. Este último es un videojuego de detección de movimiento que vibra ligeramente cuando el videojuego se inclina mediante el uso de un giroscopio piezoeléctrico.

### Cartuchos que integran la función Rumble Pak

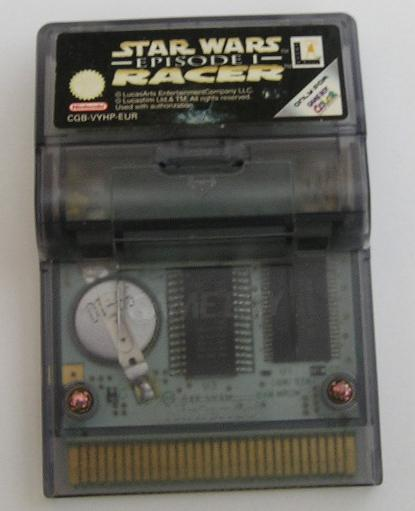
Cartucho del videojuego Star Wars: Episode 1 Race para la Game Boy color con función Rumble Pak

| N.º | Título                                         | Línea Game boy   |
| --- | ---------------------------------------------- | ---------------- |
| 1   | 3D Ultra Pinball: Thrillride                   | Game Boy Color   |
| 2   | 10 Pin Bowling                                 | Game Boy Color   |
| 3   | Chee-Chai Alien                                | Game Boy Color   |
| 4   | Disney's The Little Mermaid II: Pinball Frenzy | Game Boy Color   |
| 5   | Drill Dozer                                    | Game Boy Advance |
| 6   | Get Mushi Club: Minna no Konchuu Daizukan      | Game Boy Color   |
| 7   | Hole in One Golf                               | Game Boy Color   |
| 8   | Legend of the River King 2                     | Game Boy Color   |
| 9   | Missile Command                                | Game Boy Color   |
| 10  | NASCAR Challenge                               | Game Boy Color   |
| 11  | Perfect Dark                                   | Game Boy Color   |
| 12  | Pokémon Pinball                                | Game Boy Color   |
| 13  | Polaris SnoCross                               | Game Boy Color   |
| 14  | Ready 2 Rumble Boxing                          | Game Boy Color   |
| 15  | Star Wars Episode I: Racer                     | Game Boy Color   |
| 16  | Super Black Bass: Real Fight                   | Game Boy Color   |
| 17  | Super Real Fishing                             | Game Boy Color   |
| 18  | Test Drive Off-Road 3                          | Game Boy Color   |
| 19  | Tonka Raceway                                  | Game Boy Color   |
| 20  | Top Gear Pocket                                | Game Boy Color   |
| 21  | Top Gear Pocket 2                              | Game Boy Color   |
| 22  | Vigilante 8                                    | Game Boy Color   |
| 23  | WarioWare: Twisted!                            | Game Boy Advance |
| 24  | Zebco Fishing!                                 | Game Boy Color   |